# Marlon Wayans
Marlon L. Wayans (sinh ngày 23/07/1972) là diễn viên, nhà sản xuất, biên kịch và đạo diễn phim người Mỹ. Anh bắt đầu sự nghiệp với vai pedestrian trong I'm Gonna Git You Sucka vào năm 1988. Gần đây nhất anh tham gia diễn xuất trong phim G.I. Joe: The Rise of Cobra.

### Thời niên thiếu
Wayans sinh ở New York City, New York, con trai bà Elvira, nội trợ và hoạt động xã hội và Howell Wayans, làm nghề quản lý ở một siêu thị.

### Personal life
Wayans có hai con với người bạn gái Angelica Zackary, con trai Shawn Howell và con gái Arnai Zackary.

## Phim tham gia
| Năm  | Phim                                                                       | Vai                     |
| ---- | -------------------------------------------------------------------------- | ----------------------- |
| 1988 | I'm Gonna Git You Sucka                                                    | Pedestrian              |
| 1991 | The Best of Robert Townsend & His Partners in Crime (TV)                   | Various                 |
| 1992 | Mo' Money                                                                  | Seymour Stewart         |
| 1993 | In Living Color (Chương trình truyền hình)                                 | Various                 |
| 1994 | Above the Rim                                                              | Bugaloo                 |
| 1995 | The Wayans Bros. (Chương trình truyền hình)                                | Marlon Williams         |
| 1996 | Don't Be a Menace to South Central While Drinking Your Juice in the Hood   | Loc Dog                 |
| 1996 | Waynehead (Chương trình truyền hình)                                       | Blue (lồng tiếng)       |
| 1996 | The Parent 'Hood (Chương trình truyền hình)                                | Himself                 |
| 1997 | The Sixth Man                                                              | Kenny Tyler             |
| 1998 | Senseless                                                                  | Darryl Witherspoon      |
| 1998 | Comics Come Home 4 (TV)                                                    | Himself                 |
| 1999 | Happily Ever After: Fairy Tales for Every Child (Chương trình truyền hình) | Itch (lồng tiếng)       |
| 2000 | Requiem for a Dream                                                        | Tyrone C. Love          |
| 2000 | Scary Movie                                                                | Shorty Meeks            |
| 2000 | The Tangerine Bear                                                         | Louie Blue (lồng tiếng) |
| 2000 | Dungeons & Dragons                                                         | Snails                  |
| 2001 | Scary Movie 2                                                              | Shorty Meeks            |
| 2004 | Behind the Smile                                                           | Danny Styles            |
| 2004 | The Ladykillers                                                            | Gawain MacSam           |
| 2004 | White Chicks                                                               | Marcus Copeland         |
| 2006 | Little Man                                                                 | Calvin                  |
| 2006 | Thugaboo: Sneaker Madness (TV)                                             |                         |
| 2006 | Six Degrees (Chương trình truyền hình)                                     | Homeless guy            |
| 2006 | Thugaboo: A Miracle on D-Roc's Street (TV)                                 | Dirty, Money            |
| 2007 | Norbit                                                                     | Buster                  |
| 2009 | Dance Flick                                                                | Mr Moody                |
| 2009 | G.I. Joe: The Rise of Cobra                                                | Ripcord                 |